# Igreja de Nossa Senhora da Penha de França (Cuiabá)
Igreja de Nossa Senhora da Penha de França é um bem tombado localizado no município de Cuiabá, no Mato Grosso. O templo foi erguido em 1721 em homenagem à santa homônima, e a primeira missa foi celebrada pelo Padre Jesuíta Jerônimo Botelho.
A Igreja foi construída à margem direita do Rio Coxipó, em Forquilha, onde hoje é o distrito de Coxipó do Ouro e foi a primera capela de Cuiabá.